# Santa María Tzocuilac la Cantera
Santa María Tzocuilac la Cantera är en ort i Mexiko.   Den ligger i kommunen Puebla och delstaten Puebla, i den sydöstra delen av landet, 120 km sydost om huvudstaden Mexico City. Santa María Tzocuilac la Cantera ligger 1 924 meter över havet och antalet invånare är 426.
Terrängen runt Santa María Tzocuilac la Cantera är kuperad åt sydväst, men åt nordost är den platt. Runt Santa María Tzocuilac la Cantera är det ganska glesbefolkat, med 24 invånare per kvadratkilometer. Närmaste större samhälle är San Andrés Azumiatla, 8,1 km nordväst om Santa María Tzocuilac la Cantera. I omgivningarna runt Santa María Tzocuilac la Cantera växer huvudsakligen savannskog.